# Nolan (Name)
Nolan ist ein englischer männlicher Vorname sowie ein Familienname.

## Namensträger

### Vorname
- Nolan Arenado (* 1991), US-amerikanischer Baseballspieler
- Nolan Baumgartner (* 1976), kanadischer Eishockeyspieler und -trainer
- Nolan Bushnell (* 1943), US-amerikanischer Unternehmer, Gründer der Computerfirma Atari
- Nolan Frese (* 1992), US-amerikanischer American-Football-Spieler
- Nolan Gould (* 1998), US-amerikanischer Schauspieler
- Nolan Hoffman (* 1985), südafrikanischer Radrennfahrer
- Nolan Kasper (* 1989), US-amerikanischer alpiner Skiläufer
- Nolan McDonald (* 1977), kanadischer Eishockeyspieler
- Nolan North (* 1970), US-amerikanischer Schauspieler und Synchronsprecher
- Nolan Paige (* 1993), US-amerikanischer Tennisspieler
- Nolan Patrick (* 1998), kanadischer Eishockeyspieler
- Nolan Pratt (* 1975), kanadischer Eishockeyspieler und -trainer
- Nolan D. Pulliam (1902–1963), US-amerikanischer Lehrer, Schulleiter, Offizier und Politiker
- Nolan Roux (* 1988), französischer Fußballspieler
- Nolan Russell Wallach (* 1940), US-amerikanischer Mathematiker
- Nolan Ryan (* 1947), US-amerikanischer Baseballspieler
- Nolan Schaefer (* 1980), schweizerisch-kanadischer Eishockeytorwart
- Nolan Seegert (* 1992), deutscher Eiskunstläufer

### Familienname
- Adam Nolan (* 1987), irischer Boxer
- Albert Nolan (1934–2022), südafrikanischer römisch-katholischer Ordensgeistlicher und Theologe sowie Anti-Apartheid-Kämpfer
- Bernie Nolan (1960–2013), irische Sängerin und Schauspielerin
- Bob Nolan (1908–1980), kanadischer Sänger
- Carol Nolan (* 1978), irische Politikerin
- Charles Nolan (1957–2011), US-amerikanischer Modedesigner
- Christopher Nolan (Autor) (1965–2009), irischer Schriftsteller
- Christopher Nolan (* 1970), britisch-amerikanischer Regisseur, Drehbuchautor und Produzent
- David Nolan (1943–2010), US-amerikanischer Politiker
- Deanna Nolan (* 1979), US-amerikanische Basketballspielerin
- Dennis E. Nolan (1872–1956), US-amerikanischer Offizier
- Derek Nolan (* 1982), irischer Politiker
- Doris Nolan (1916–1998), US-amerikanische Schauspielerin
- Doug Nolan (* 1976), US-amerikanischer Eishockeyspieler
- Eddie Nolan (* 1988), irischer Fußballspieler
- Errol Nolan (* 1991), jamaikanisch-US-amerikanischer Sprinter
- Francis Nolan, britischer Phonetiker
- Graham Nolan (* 1962), US-amerikanischer Comiczeichner
- Han Nolan (* 1956), US-amerikanische Schriftstellerin
- Hayley Nolan (* 1997), irische Fußballspielerin
- Henry Grattan Nolan (1893–1957), kanadischer Anwalt und Richter
- Ian Nolan (* 1970), nordirischer Fußballspieler
- James Nolan (* 1977), irischer Mittelstreckenläufer
- Jean Nolan, österreichischer Musiker
- Jeanette Nolan (1911–1998), US-amerikanische Schauspielerin
- Joe Nolan (* 1951), US-amerikanischer Baseballspieler
- John Nolan (Schauspieler, 1933) (John F. Nolan; 1933–2000), US-amerikanischer Schauspieler
- John Nolan (Schauspieler, 1938) (* 1938), britischer Schauspieler
- John Gavin Nolan (1924–1997), US-amerikanischer Geistlicher, Weihbischof in New York
- John I. Nolan (1874–1922), US-amerikanischer Politiker
- Jonathan Nolan (* 1976), britischer Drehbuchautor
- Jordan Nolan (* 1989), kanadischer Eishockeyspieler
- Karl Nolan (1891–1937), deutscher Widerstandskämpfer in der Zeit des Nationalsozialismus
- Kathleen Nolan (* 1933), US-amerikanische Schauspielerin und Sängerin
- Kevin Nolan (* 1982), englischer Fußballspieler
- Lloyd Nolan (1902–1985), US-amerikanischer Schauspieler
- Louis Edward Nolan (1818–1854), britischer Offizier
- Mae Nolan (1886–1973), US-amerikanische Politikerin
- Margaret Nolan (1943–2020), britische Künstlerin, Schauspielerin und Model
- Mary Nolan (1905–1948), US-amerikanische Schauspielerin und Tänzerin, siehe Imogene Robertson
- Mary Nolan (Künstlerin) (geborene Boyd; 1926–2016), australische Keramikerin, Malerin und Fotografin
- Mary Nolan (Historikerin) (* 1947), US-amerikanische Historikerin
- Mary Nolan (Politikerin) (* 1954), US-amerikanische Politikerin
- Matthew J. Nolan (* 1951), irischer Politiker
- Michael Nolan, Baron Nolan (1928–2007), britischer Jurist
- Michael Nolan (Leichtathlet) (* 1973), kanadischer Leichtathlet
- Michael Nolan (Baseballspieler) (um 1992–2015), US-amerikanischer Baseballspieler
- Michael N. Nolan (1833–1905), US-amerikanischer Politiker
- Owen Nolan (* 1972), kanadischer Eishockeyspieler
- Revée Walcott-Nolan (* 1995), britische Leichtathletin
- Richard L. Nolan (* 1940), US-amerikanischer Wirtschaftswissenschaftler
- Rick Nolan (Richard Nolan; 1943–2024), US-amerikanischer Politiker
- Robin Nolan (* 1968), britischer Jazzmusiker
- Sidney Nolan (1917–1992), australischer Maler und Grafiker
- Stacey Nolan (* 1972), US-amerikanischer Basketballspieler und -trainer
- Tania Nolan (* 1983), neuseeländische Schauspielerin
- Ted Nolan (* 1958), kanadischer Eishockeyspieler und -trainer
- Thomas B. Nolan (1901–1992), US-amerikanischer Geologe
- Tia Nolan, US-amerikanische Filmeditorin
- Tom Nolan (Politiker) (1921–1992), irischer Politiker
- Tom Nolan (Schauspieler, 1948) (* 1948), kanadisch-US-amerikanischer Schauspieler, Journalist und ehemaliger Kinderdarsteller
- Tom Nolan (US-amerikanischer Schauspieler), US-amerikanischer Schauspieler
- Tom Nolan (britischer Schauspieler), britischer Schauspieler
- William Nolan (Bischof) (* 1954), schottischer Geistlicher, Erzbischof von Glasgow
- William F. Nolan (1928–2021), US-amerikanischer Schriftsteller
- William I. Nolan (1874–1943), US-amerikanischer Politiker